# Murray City
Murray City – wieś w Stanach Zjednoczonych, w stanie Ohio, w hrabstwie Hocking.